# Тудор, Корнелиу Вадим
Корнелиу Вадим Тудор (рум. Corneliu Vadim Tudor; 28 ноября 1949, Бухарест — 14 сентября 2015, Бухарест) — румынский политик-националист, в СРР — функционер культурно-идеологического аппарата РКП, после революции 1989 — основатель и лидер партии Великая Румыния. В 2004—2008 — вице-председатель сената, в 2009—2014 — депутат Европарламента. Пятикратный кандидат в президенты Румынии, на выборах 2000 вышел во второй тур. Отличался популистской харизмой и эпатажным политическим стилем. Известен также как писатель, публицист и поэт.

## «Придворный поэт»
Родился в семье портного, был младшим из пяти детей. При рождении получил имя Корнелиу Тудор. Увлекаясь фильмами французского режиссёра Роже Вадима, принял псевдоним Вадим в качестве второго имени. До конца жизни предпочитал именоваться Вадим Тудор.
В 1971 окончил философский факультет Бухарестского университета, защитил диссертацию по религиоведению. В 1975 прошёл училище офицеров запаса. Работал в газете România Liberă и информагентстве Agerpres, занимал редакторские должности. Специализировался на текстах о румынской культуре и её истории. В 1965 дебютировал на радио с поэтическим произведением — стихотворением на смерть Джордже Кэлинеску. С 1977 по 1986 опубликовал несколько стихотворных, прозаических и публицистических сборников. Соединял жанры лирики и исторической публицистике, акцентировал патриотические мотивы (сборник 1986 назывался Mandria de a fi romani — Горжусь быть румыном). Особо занимался исследованиями творчества Михая Эминеску.
Своего рода «старшим товарищем» и покровителем Корнелиу Вадима Тудора был Эуджен Барбу — известный писатель и влиятельный культурный функционер. По его протекции Тудор получил возможность стажировки в Венском университете.
С юности Корнелиу Вадим Тудор проникся националистическими убеждениями. В то же время он был вполне лоялен коммунистическому режиму СРР и диктатору Николае Чаушеску. В 1980 вступил в правящую Румынскую компартию (РКП). Свои взгляды он проводил в допускаемых рамках национал-коммунизма. В 1980-х Корнелиу Вадим Тудор считался «придворным поэтом» режима. Под началом Барбу работал в культурном еженедельнике Săptămîna, связанном с Секуритате. Участвовал в официозной идеологической кампании против Эуджена Ловинеску. В 2006 президентская комиссия по анализу коммунистической диктатуры причислила Тудора, наряду с Барбу, к пропагандистам тоталитарного режима, оправдывавшим насилие против инакомыслящих.
Скандальный резонанс до международного уровня вызвало в 1983 стихотворение Корнелиу Вадима Тудора În apărarea lui Eminescu — В защиту Эминеску. Текст был проникнут антисемитскими мотивами и адресован — хотя без прямого упоминания — главному раввину Румынии Мозесу Розену (усмотревшему в Михае Эминеску национал-шовиниста и предтечу «Железной гвардии»). Негативные отклики на стихотворение Тудора публиковались даже в Washington Post и Paris Match. Некоторое время в Румынии был изъят из продажи поэтический сборник Saturnalii. Но в целом это не пошатнуло положения Тудора.

## Лидер «Великой Румынии»

### Посткоммунистический национализм
В декабре 1989 Румынская революция свергла коммунистический режим. Чаушеску был расстрелян, РКП объявлена вне закона. Идеологическая позиция Корнелиу Вадима Тудора заметно эволюционировала — от «чаушистского» национал-коммунизма к более откровенному румынскому национализму.
Тудор продолжал работать в «România Liberă» и «Agerpres» (часто использовал авторский псевдоним «Алкивиад»). Он не проявлял ностальгии по чаушизму, но и не отмежёвывался от него. Негативно отзывался о Брашовском восстании. В 1990 Тудор вместе с Барбу учредил националистические издания — еженедельник România Mare и ежедневник Ziarul Tricolorul.
20 июня 1991 Корнелиу Вадим Тудор основал и возглавил партию Великая Румыния. Партийная доктрина совмещала правый национал-консерватизм с левым социал-популизмом. Партийная пропаганда превозносила режимы Иона Антонеску и Николае Чаушеску — как в равной мере национально ориентированные. Это сочетание создавало отличительную особенность партии. 
Сообразно великорумынской концепции, Тудор выступал за присоединение к Румынии Молдовы и украинских территорий Северной Буковины, Буджака, области Герца. В его идеологии были заметны антисемитские, антицыганские и мадьярофобские черты. Тудор демонстративно отрицал Холокост в Румынии. Как отмечает Стивен Аткинс, это делалось с с целью реабилитации режима Антонеску. Публикации «România Mare», выдержанные в духе «Румыния для румын», доходили до призывов к насилию в отношении цыган, евреев и венгров. Обосновывались эти призывы требованиями борьбы с этнопреступностью.
«Великая Румыния» сумела консолидировать радикальную часть протестного электората. Этому способствовали харизматичные качества Тудора, его наступательный до эпатажа стиль. К примеру, первого директора новой спецслужбы SRI Вирджила Мэгуряну Тудор называл «змея в очках», и такие манеры находили определённый отклик. Второй директор SRI Костин Джорджеску утверждал, что пятая шахтёрская Минериада в январе 1999 прикрывала попытку государственного переворота, за которой стояли Тудор и «Великая Румыния».

### Электоральные результаты
На парламентских выборах 1992 он был избран в сенат Румынии и оставался сенатором до 2008. Состоял в сенатских комиссиях по обороне, национальной безопасности и общественному порядку и по внешней политике. В последнюю каденцию, с 2004 по 2008, занимал пост вице-председателя сената. Возглавлял парламентскую группу румыно-итальянской дружбы, в этом качестве посещал Рим и Ватикан.
Пять раз претендовал на пост президента Румынии — в 1996, в 2000, в 2004, в 2009, в 2014. За Тудора как кандидата «Великой Румынии» голосовали от 350 тысяч до 3,2 миллиона избирателей.
В первом туре выборов 2000 Корнелиу Вадим Тудор собрал более 28 % голосов и занял второе место. Главными темами кампании он сделал обещание арестовать представителей политической элиты, включая уходившего президента Эмиля Константинеску, и восстановить смертную казнь. Заявлял, что намерен управлять страной «с помощью пулемёта». 
Перед вторым туром кандидаты Теодор Столожан, Мугур Исэреску, Дьёрдь Фрунда и Петре Роман, встревоженные продвижением Тудора и «Великой Румынии», призвали своих избирателей поддержать Иона Илиеску. Во втором туре за Тудора проголосовали более 33 %, за Илиеску более 66 %. 
Впоследствии количество голосов, поданных за Тудора, неуклонно снижалось и в 2014 составило лишь 3,7 %.

### Конфликты и скандалы
С 2003 политическая риторика Тудора стала несколько умереннее. Он отмежевался от антисемитизма, поддержал, хотя с существенными оговорками, вступление Румынии в НАТО и Евросоюз. Конфликтная ситуация вновь возникла в 2006, когда в румынском парламенте обсуждалось заключение президентской комиссии по анализу коммунистической диктатуры. Пользуясь положением вице-председателя сената, Тудор устроил скандал. Его поведение возмутило многих в стране. Объяснение давались в том плане, что «комиссия показала пальцем на самого Вадима».
Несмотря на евроскептицизм, в 2009 Корнелиу Вадим Тудор избрался в Европарламент. Главное, чем он запомнился в этом качестве — редкая посещаемость заседаний.
В 2005 произошёл внутренний конфликт в руководстве «Великой Румынии». Вторым лицом партии являлся Корнелиу Чионту — вице-председатель палаты депутатов, с репутацией умеренного и здравомыслящего политика. Тудор и Чионту намеренно выступали в тандеме, оттеняя имидж друг друга. Чионту имел собственные представления о развитии партии, не совпадавшие с Тудором. Весной 2005 он добился своего избрания председателем избрания председателем. Тудор не признал легитимности Чионту. Конфликт принял жёсткие формы, вплоть до физического противостояния силовых групп и блокирования помещений. В итоге Тудор добился отстранения Чионту, исключил своих оппонентов и с тех пор не покидал председательского поста, возглавляя «Великую Румынию» ещё десятилетие.
Наряду с политикой, Корнелиу Вадим Тудор продолжал литературную деятельность. На протяжении 1990—2010-х он издал ещё несколько поэтических сборников, прозаических произведений и публицистических работ. Трёхтомник Europa Crestina — Христианская Европа, содержащий политические выступления Тудора, издавался под эгидой Европарламента.
В 2004 президент Ион Илиеску наградил Корнелиу Вадима Тудора орденом Звезды Румынии — за заслуги перед румынской культурой. Репутация Тудора к тому времени была такова, что от этой награды в знак протеста отказались около двадцати человек, в том числе нобелиат Эли Визель. После инцидента в сенате президент Траян Бэсеску отозвал награждение. Однако Тудор подал в суд, в 2007 выиграл процесс у главы государства и остался кавалером ордена.
В качестве пишущего журналиста Тудор-«Алкивиад» неоднократно привлекался к судебной ответственности за клевету и оскорбления. Особенно скандальный конфликт произошёл у него в 2013 c Виорикой Анкуцей Кырку, активисткой партии Альянс за единство румын, которая в плане эпатажа способна была с ним соперничать. В ходе политической полемике Кырку беспочвенно обвинила Тудора в попытке изнасилования, за что он публично назвал её «проституткой» и был оштрафован на 3000 леев.

## Личность и память
Корнелиу Вадим Тудор скоропостижно скончался от сердечного приступа в возрасте 65 лет. Незадолго до кончины он опубликовал аллегорическое стихотворение о своём разговоре со смертью дома за утренним кофе.
Отношение к Корнелиу Вадиму Тудору в стране неоднозначно, но даже противники признают его яркой фигурой румынской литературы и политики. Тудор занял 45-е место в проекте 100 величайших румын. Отмечается широкая благотворительность Тудора — состоятельный человек, он финансировал программу поддержки пожилых и малоимущих Cina Creștină — Христианский ужин, много жертвовал Румынской православной церкви, спонсировал школы, музеи, археологические памятники. Занимался также зоозащитой.
Корнелиу Вадим Тудор был женат, имел двух дочерей. Лидия Тудор после смерти отца стала именоваться Лидия Вадим Тудор и была избрана в руководство «Великой Румынии».